# Distoleon zonarius
Distoleon zonarius är en insektsart som först beskrevs av Navás 1934.  Distoleon zonarius ingår i släktet Distoleon och familjen myrlejonsländor. Inga underarter finns listade i Catalogue of Life.